# Ebberup
Ebberup är en tätort i Assens kommun i Region Syddanmark i Danmark. Tätorten har 1 235 invånare (2024). Den ligger på Fyn, cirka 5,5 kilometer sydost om Assens.